# 克烏利亞科查湖 (西爾卡區)
13°57′48″S 72°48′48″W / 13.96333°S 72.81333°W
克烏利亞科查湖（Qiwllaqucha），是秘魯的湖泊，位於該國南部阿普里馬克大區，由阿班凱省的西爾卡區負責管轄，該湖泊處於皮圖尼山西南面。